# Mulheres empilhadas
Mulheres empilhadas é um livro da escritora brasileira Patrícia Melo lançado em 2019 pela editora LeYa Brasil. Décima segunda publicação da autora em 25 anos de carreira, sendo o décimo primeiro romance, consiste numa ficção com base num contexto real: o feminicídio no Brasil. É também o primeiro romance de Patrícia com temática e protagonismo femininos.
Durante o lançamento, em novembro de 2019, a escritora, que reside na Suíça desde 2009, veio ao Brasil para uma pequena turnê, com passagens por Rio de Janeiro, Belo Horizonte, Salvador e São Paulo, em eventos que contaram com debates com nomes como a juíza e escritora Andréa Pachá, a atriz Camila Morgado e a escritora Paloma Amado, filha de Jorge Amado e Zélia Gattai.

## Enredo
A trama de Mulheres empilhadas narra a história de uma jovem advogada paulistana, cujo nome não é revelado, que, após o término de um relacionamento abusivo, aceita passar uma temporada no Acre, no extremo norte do Brasil, para acompanhar um mutirão de julgamentos de casos de mulheres assassinadas – na maioria das vezes por homens conhecidos, como maridos, namorados, pais, tios e avôs. Chocada com a violência ao seu redor, a protagonista se percebe inserida numa cultura onde a impunidade se impõe praticamente como lei. E, ao descobrir rituais ancestrais de povos indígenas na Amazônia, seus pensamentos passam a ir e voltar no tempo, misturar realidade e pesadelo, percorrer da razão ao delírio. Nesse processo, sua busca pessoal acaba impulsionando outras tragédias – das quais ela só será capaz de resgatar o seu próprio enigma.
Intercalada à narrativa principal, de tom realista, Patrícia Melo constrói capítulos de caráter onírico. Neles, a narrativa tem inspiração na lenda das icamiabas, tribo de guerreiras amazônicas que combate a opressão masculina. Nesse mundo imaginário, a advogada e as icamiabas se juntam em sociedade de mulheres que perseguem, julgam e matam os assassinos de mulheres que escapam da justiça na vida real.

## Temática
Patrícia discorreu sobre a gênese de Mulheres empilhadas em entrevista ao jornal O Globo: "A (feminista americana) Diana Russell diz que vivemos uma era de terror sexista, tamanha a magnitude e intensidade da violência contra a mulher. Quando recebi convite da editora para este romance, perguntaram se eu queria escrever algo sobre a realidade da mulher brasileira. Minha escrita sempre foi muito calcada na realidade do país. O Brasil ocupa o quinto lugar no ranking de países mais feminicidas, e essa parecia uma realidade que se poderia usar numa ficção."

## Recepção
O romance foi celebrado na imprensa brasileira, com reportagens e resenhas de destaque em veículos como O Globo, O Estado de S. Paulo, Valor Econômico, Estado de Minas, Correio Braziliense, Correio da Bahia e Claudia, entre outros. 
Nelson Motta, em coluna no jornal O Globo, classificou Mulheres empilhadas como um "grande livro" e afirmou que o texto de Patrícia é "de beleza arrebatadora".
Em artigo publicado no Valor Econômico em janeiro de 2020, a também romancista Tatiana Salem Levy escreveu: "Há uma clara guinada na literatura de Patrícia Melo neste livro, quando ela transita do masculino para o feminino. Guinada que não põe em questão a qualidade do que ela fez antes, mas que mostra como um escritor muda e se deixa tocar pelo seu tempo. (...) A boa literatura transforma a dor em força, a morte em vida. Portanto, embora começar o ano com a notícia de mais feminicídios seja triste, é alegre iniciá-lo com uma voz potente, e com o sentimento de que, neste novo ano, continuaremos a falar."
Em sua crônica semanal publicada nos jornais O Globo e Zero Hora, a escritora Martha Medeiros afirma que Mulheres empilhadas "coloca o dedo na ferida e mostra que não há exagero nem vitimismo quando o assunto é violência contra a mulher."

O site Buzzfeed elegeu a obra como um dos dez melhores livros brasileiros da década de 2010.